# Juan María Uriarte
Pour les articles homonymes, voir Uriarte.
Juan María Uriarte Goiricelaya, né le 7 juin 1933 à Fruiz (Biscaye) et mort le 17 février 2024 à Bilbao (Biscaye), est un homme d'Église espagnol, évêque de Saint-Sébastien de 2000 à 2009.

## Biographie
Ordonné prêtre le 28 juillet 1957, Juan María Uriarte entreprend des études de théologie à l'université pontificale Comillas de Madrid, dont il sort diplômé en 1963. Il obtient, par la suite, une licence en psychologie de l'université de Louvain, en Belgique en 1974.
Il a rempli, entre autres, les charges de :
- Formateur au séminaire mineur de Bilbao (1957-1960).
- Directeur spirituel du séminaire majeur de Bilbao (1963-1970).
- Recteur du séminaire majeur de Bilbao (1974-1977).

Le 17 septembre 1976, Paul VI le nomme évêque titulaire (ou in partibus) de Marazane (de) et évêque auxiliaire de Bilbao et il reçoit la consécration épiscopale le 11 octobre 1976, des mains de l'archevêque de Bilbao, Mgr Antonio Añoveros Ataún.
Il est nommé évêque de Zamora le 17 octobre 1991, et est élu en 1993, président de la commission épiscopale du clergé par la Conférence épiscopale espagnole, qui le réélit pour la même charge en 1996.
En 1999, il est élu membre du Comité exécutif par l'Assemblée plénière de la Conférence épiscopale espagnole et participe, comme représentant de celle-ci, à l'assemblée spéciale pour l'Europe du synode des évêques, qui s'est tenue au Vatican du 26 septembre au 17 octobre 1999.
Le 13 janvier 2000, il est nommé évêque de Saint-Sébastien, pour succéder à José María Setién, démissionnaire. Il se retire de cette charge le 21 novembre 2009 à l'âge de 76 ans. Mgr José Ignacio Munilla Aguirre lui succède.
Juan María Uriarte meurt le 17 février 2024 à Bilbao, à l’âge de 90 ans.